# MOONSTONE
MOONSTONE（ムーンストーン）は、株式会社ムーンストーンのアダルトゲームブランド。

## 概要
CIRCUSから一部スタッフが独立する形で創業した。代表者はコスモスコンピューターを経てCIRCUSでCGを担当していた恋純ほたる（こいずみほたる）。主なスタッフにCIRCUSでシナリオを担当していた呉（くれ）がいる。独立の形で設立されたものの、CIRCUSのゲーム『水夏 A.S+』の開発協力をしたり、逆に自社のゲーム『Gift 〜ギフト〜』の開発にCIRCUSのスタッフが協力したりと協力関係を築いている。『マジスキ 〜Marginal Skip〜』以降の作品からシリアス路線ではなく、いちゃいちゃ路線になっていたが、『夏の色のノスタルジア』以降シリアス路線に戻った。
2018年に設立されたArgonautsは、MOONSTONEやMOONSTONE Cherryとは異なる発売形態をコンセプトとしており、三部作での販売を中心としている。これについてMOONSTONE設立メンバーの呉は、Argonauts設立当時から今後のアダルトゲームはダウンロード販売が主流になるという考えが背景にあったとアダルトゲーム雑誌「BugBug」とのインタビューの中で語っており、主な利点として「タイトルを長期間露出できる」、「低価格（またはミドルプライス）の作品ならばおまけなどの展開がしやすい」ことを挙げている。このブランドの作品においては、3本すべてのシナリオを執筆してから作画に移り、無理なく発売ができるようになった段階で公表に移るというフローが取られており、4～5か月に1本という感覚を意識していると呉は語っている。一方、この方法では1本目が発売された段階で内容が確定しているため、三部作の中でユーザからの意見を反映させることは不可能である。企画の立ち上げ方は作品によってさまざまであり、たとえば『癒してあげたい』シリーズはサキュバス物を作りたいという考えから生まれたほか、『夏への方舟』シリーズでは「夏」と「田舎のお姉さん」というキーワードをもとに『夏への方舟I』のヒロイン・高萩瑠璃子を作り上げ、そこから他のヒロインへと範囲を広げた。

## 作品一覧

### MOONSTONE
| 発売日 | 発売日   | タイトル                                                       |
| ------ | -------- | -------------------------------------------------------------- |
| 2003年 | 5月30日  | あした出逢った少女                                             |
| 2003年 | 11月28日 | 妹 わたし、どんなことだって…                                   |
| 2004年 | 6月25日  | 何処へ行くの、あの日                                           |
| 2005年 | 5月27日  | Gift 〜ギフト〜                                                |
| 2006年 | 1月27日  | Gift にじいろストーリーズ                                      |
| 2007年 | 8月24日  | Clear -クリア-                                                 |
| 2008年 | 5月3日   | Clear クリスタルストーリーズ                                   |
| 2009年 | 4月24日  | マジスキ 〜Marginal Skip〜                                     |
| 2010年 | 6月25日  | Angel Ring 〜エンジェルリング〜                                |
| 2011年 | 7月29日  | Princess Evangile 〜プリンセス エヴァンジール〜                |
| 2012年 | 6月29日  | Princess Evangile 〜W Happiness〜                              |
| 2013年 | 9月27日  | Magical Marriage Lunatics!! 〜マジカル マリッジ ルナティクス〜 |
| 2014年 | 4月25日  | Love Sweets 〜ラブスイーツ〜                                   |
| 2015年 | 1月30日  | 夏の色のノスタルジア                                           |
| 2016年 | 5月27日  | サクラノモリ†ドリーマーズ                                      |
| 2016年 | 12月22日 | 仄暗き時の果てより                                             |
| 2017年 | 7月28日  | サクラノモリ†ドリーマーズ2                                     |

### MOONSTONE Cherry
| 発売日 | 発売日   | タイトル                                                                  |
| ------ | -------- | ------------------------------------------------------------------------- |
| 2009年 | 12月18日 | いちゃぷり! 〜お嬢さまとイチャラブえっちな毎日〜                          |
| 2011年 | 1月28日  | 妹ぱらだいす! 〜お兄ちゃんと5人の妹のエッチしまくりな毎日〜               |
| 2012年 | 3月23日  | 放課後☆エロゲー部! 〜エロゲー制作のため女の子たちとえっちしまくりな毎日〜 |
| 2013年 | 3月29日  | 妹ぱらだいす! 〜お兄ちゃんと5人の妹のエッチしまくりな毎日〜 Hアニメ増量版 |
| 2013年 | 5月31日  | 妹ぱらだいす!2 〜お兄ちゃんと5人の妹のも〜っと!エッチしまくりな毎日〜     |
| 2014年 | 10月31日 | デーモンバスターズ 〜えっちなえっちなデーモン退治〜                       |
| 2018年 | 1月26日  | 妹ぱらだいす!3 〜お兄ちゃんと5人の妹のすご〜く！エッチしまくりな毎日〜    |
| 2019年 | 9月27日  | セックスオープンワールドへようこそ!                                       |
| 2021年 | 5月28日  | セックスアンダーワールドへようこそ!                                       |
| 2022年 | 10月28日 | 夕凪荘のS級の彼女たち                                                     |
| 2023年 | 12月22日 | 夕凪荘のS級の彼女たち2                                                    |
| 2025年 | 7月25日  | ホめられて伸びるSR少女たち                                                |

### MOONSTONE Honey
| 発売日        | タイトル                 |
| ------------- | ------------------------ |
| 2015年6月26日 | お嬢様と秘密の乙女       |
| 2016年8月26日 | ユウワク スクランブル    |
| 2018年4月27日 | にゃんと素敵な夏色デイズ |

### Argonauts
| 発売日 | 発売日   | タイトル                     |
| ------ | -------- | ---------------------------- |
| 2018年 | 6月29日  | 家の彼女                     |
| 2018年 | 11月30日 | 家の妹                       |
| 2019年 | 4月26日  | 家の恋人                     |
| 2020年 | 4月24日  | 空の少女 -美娼女学園1-       |
| 2020年 | 9月25日  | 月の少女 -美娼女学園2-       |
| 2021年 | 3月26日  | 聖の少女 -美娼女学園3-       |
| 2022年 | 4月28日  | 間宮摩美は癒やしてあげたい   |
| 2022年 | 9月30日  | 友莉と真凜は癒やしてあげたい |
| 2023年 | 2月24日  | 忍野路加は癒やしてあげたい   |
| 2024年 | 5月31日  | 夏への方舟I                  |
| 2024年 | 9月27日  | 夏への方舟II                 |
| 2025年 | 1月31日  | 夏への方舟III                |

その他、自宅すたじお『ギャルズフィクション』の背景に『ホめられて伸びるSR少女たち』が登場。

## スタッフ
代表
- 恋純ほたる

脚本
- 呉

原画
- やまかぜ嵐
- 桜坂つちゆ

CG
- 日向奈尾（ひなたなお、漢字表記はメイン原画担当時）
- えんどり
- エーキチ
- rastel

## 元スタッフ
- みずきほたる（ひよこソフト代表）
- 稲垣みいこ
- 斎賀さつき
- 夕燈とび（root nuko代表）
- かんの糖子
- 鷹乃みすづ
- ねこぜ
- さざんか
- 小林教
- 彩季なお
- Mitha（外注）
- 深山駒
- 成瀬守
- ひなた睦月
- 伊東ライフ

### 註釈
1. ↑  これはヒロインが3人の作品を作るのと同じ流れである[1]。